# Platyoides ravina
Platyoides ravina is een spinnensoort uit de familie Trochanteriidae. De soort komt voor in Madagaskar.